# 33444 Shaddad
33444 Shaddad è un asteroide della fascia principale. Scoperto nel 1999, presenta un'orbita caratterizzata da un semiasse maggiore pari a 2,230758 UA e da un'eccentricità di 0,176107, inclinata di 2,928465° rispetto all'eclittica.